# Torquigener
A Torquigener a sugarasúszójú halak (Actinopterygii) osztályába, ezen belül a gömbhalalakúak (Tetraodontiformes) rendjébe és a gömbhalfélék (Tetraodontidae) családjába tartozó nem.

## Rendszerezés
A nembe az alábbi fajok tartoznak:
- Torquigener altipinnis
- Torquigener andersonae
- Torquigener balteus
- Torquigener brevipinnis
- Torquigener flavimaculosus
- Torquigener florealis
- Torquigener gloerfelti
- Torquigener hicksi
- Torquigener hypselogeneion
- Torquigener oblongus
- Torquigener pallimaculatus
- Torquigener parcuspinus
- Torquigener paxtoni
- Torquigener perlevis
- Torquigener pleurogramma
- Torquigener randalli
- Torquigener squamicauda
- Torquigener tuberculiferus
- Torquigener vicinus
- Torquigener whitleyi